# Octobunus
Octobunus is een geslacht van hooiwagens uit de familie Assamiidae.
De wetenschappelijke naam Octobunus is voor het eerst geldig gepubliceerd door Roewer in 1923. 

## Soorten
Octobunus is monotypisch en omvat slechts de volgende soort:
- Octobunus singularis